# Jerzy Łoś (logik)
Jerzy Maria Michał Łoś (ur. 22 marca 1920 we Lwowie, zm. 1 czerwca 1998 w Warszawie) – polski logik, matematyk i ekonomista.

## Życiorys
Był synem Zygmunta Łosia i Zofii z Rostworowskich. Studiował we Lwowie w latach 1937–1939, początkowo medycynę, następnie filozofię i chemię. W czasie okupacji pracował jako urzędnik w cukrowni w Lublinie. Po okupacji podjął studia filozoficzne na Uniwersytecie Marii Curie-Skłodowskiej, zakończone uzyskaniem stopnia magistra filozofii w sensie ścisłym na podstawie pracy Analiza metodologiczna kanonów Milla. Od 1947 we Wrocławiu początkowo pracował jako asystent w Katedrze Fizyki Uniwersytetu Wrocławskiego, następnie w katedrze logiki. Doktorat uzyskał w 1949, na podstawie pracy O matrycach logicznych. W trakcie pobytu we Wrocławiu zainteresował się matematyką, nie bez wpływu tamtejszych uczonych Hugona Steinhausa czy Edwarda Marczewskiego. Od 1947 związany był z Instytutem Matematycznym PAN, gdzie w 1954 został profesorem nadzwyczajnym, a w 1955 uzyskał stopień doktora nauk matematycznych (odpowiadający habilitacji). W 1952 przeniósł się do Torunia, gdzie podjął pracę na Wydziale Matematyki, Fizyki i Chemii UMK.

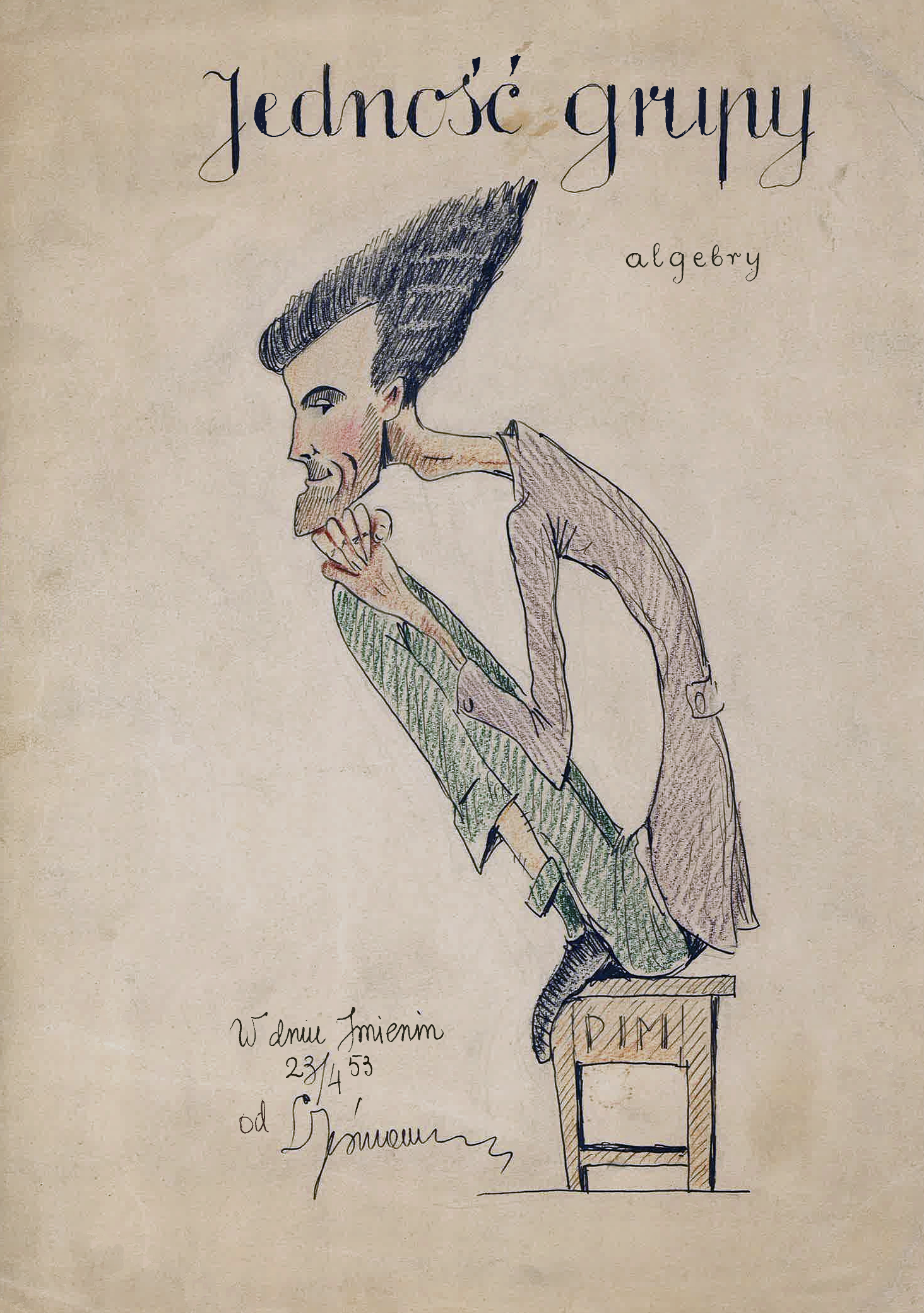
Jerzy Łoś w karykaturze prof. Leona Jeśmanowicza z 1953 jako kierownik Grupy Algebry PIM

Na przełomie lat pięćdziesiątych i sześćdziesiątych zainteresowania Łosia skierowały się ku teorii gier, a później ku matematycznym metodom ekonomii.
Od 1966 pracownik Instytutu Matematycznego PAN, a od 1974 Centrum Obliczeniowego PAN, przekształconego później w Instytut Podstaw Informatyki PAN. Od 1964 członek korespondent, a od 1983 członek rzeczywisty PAN. W 1974 otrzymał Krzyż Kawalerski Orderu Odrodzenia Polski. W latach 1979–1983 sprawował funkcję przewodniczącego Wydziału Logiki, Metodologii i Filozofii Nauki Międzynarodowej Unii Historii i Filozofii Nauki. W 1995 Uniwersytet w Hagen nadał mu tytuł doktora honoris causa.
Pracował na uczelniach we Wrocławiu, Toruniu i Warszawie oraz na Uniwersytecie Kalifornijskim w Berkeley, Uniwersytecie w Aarhus, Uniwersytecie Yale i Uniwersytecie Wisconsin w Madison. Jego prace dotyczyły logiki, algebry oraz podstaw matematyki i jej zastosowań, zwłaszcza w ekonomii.
Najbardziej znanym osiągnięciem Łosia w dziedzinie algebry i teorii modeli jest jego praca nad ultraproduktami (twierdzenie Łosia).
Praca magisterska Łosia Analiza metodologiczna kanonów Milla uznawana jest za prekursorską w dziedzinie logiki temporalnej. Arthur Prior, uważany za twórcę logiki temporalnej, w swoim podstawowym dziele wspomina pracę Łosia, o której wiedział dzięki recenzji Henryka Hiża.
Jerzy Łoś był kolekcjonerem zabytkowej porcelany, głównie polskiej, oraz współautorem książki Polska porcelana.
W styczniu 1976 podpisał list protestacyjny do Komisji Nadzwyczajnej Sejmu PRL przeciwko zmianom w Konstytucji Polskiej Rzeczypospolitej Ludowej. W 1988 Jerzy Łoś podpisał list opozycyjnych intelektualistów do Marszałka Sejmu PRL.

## Ważniejsze prace
1. Próba aksjomatyzacji logiki tradycyjnej, Annales Universitatis Mariae Curie-Sklodowska, Sectio F, Vol. I, No 3, 1946, s. 211–228.[10]
2. Podstawy analizy metodologicznej kanonów Milla, Annales Universitatis Mariae Curie-Sklodowska, Sectio F, Vol. II, No 5, 1947, s. 269–301. (praca magisterska)[11]
3. Logiki wielowartościowe a formalizacja funkcji intensjonalnych, Kwartalnik Filozoficzny XVII, No 1-2, 1948, s. 59–78.
4. O matrycach logicznych,. Prace Wroclawskiego Towarzystwa Naukowego, Seria B, No 19, 1949, s. 1–141. (praca doktorska)
5. On the categoricity in power of elementary deductive systems and some related problems. Colloquium Mathematicum, Vol. III, 1954, s. 58–62.
6. The algebraic treatment of the methodology of elementary deductive systems. Studia Logica II, 1955, s. 151–212.
7. Quelques remarques, theorèmes et problèmes sur les classes definissables d’algèbres. Mathematical Interpretation of Formal System, Studies in Logic and the Foundations of Mathematics, Amsterdam, 1955, s. 98–113
8. On the extending of models (I). Fundamenta Mathematicae XLII, 1955, s. 38–54
9. Abelian groups that are direct summands of every abelian group which contains them as pure subgroups, Bull. Acad. Polon. Sci. 4 (1956), 73, oraz Fund. Math. 44 (1957), 8490.
10. Linear equations and pure subgroups, Bull. Acad. Polon. Sci. 7 (1959), s. 13–18.
11. Generalized limits in algebraically compact groups, Bull. Acad. Polon. Sci. 7 (1959), s. 19–21.
12. Uwagi o modelach optymalizacji zapasów, Przegląd Statystyczny, 15, 1968, s. 227–250.
13. Praca jako miernik wartości strumienia produkcji w gospodarce zamkniętej, Ekonomista, 4, 1971, s. 529–543
14. Labour, Consumption and Wages. 1972, s. 67–72 in: Mathematical Methods in Economics, Proceedings of the Symposium on Mathematical Methods of Economics and of the Conference on von Neumann Models 1972, North-Holland and Polish Science Publishers PWN, 1974.
15. Extremal Properties in von Neumann Models. In: Mathematical Economics and Game Theory, Essays in Honor of Oscar Morgenstern, R. Henn and O. Moeschlin (eds.), Springer, 1977, s. 645–667.